# Elcaribe stellus
Elcaribe stellus är en tvåvingeart som beskrevs av Webb 2006. Elcaribe stellus ingår i släktet Elcaribe och familjen stilettflugor.
Artens utbredningsområde är Dominikanska republiken. Inga underarter finns listade i Catalogue of Life.